# مخاطرات پائولین
مخاطرات پائولین (انگلیسی: The Perils of Pauline) یک فیلم کمدی آمریکایی به کارگردانی جرج مارشال است که در سال ۱۹۴۷ منتشر شد.

## بازیگران
- بتی هاتن پرل وایت
- جان لوند
- ویلیام دمارست
- کونستانس کولیر
- فرانک فیلن
- ویلیام فارنوم
- چستر کانکلین
- پل پانزر
- اسناب پالرد
- جیمز فینلیسون
- کریتن هالی
- هانک مان
- فرانسیس مک‌دانلد
- برت روچ
- هاینی کانکلین
- امت ووگان
- هال کی. داسون
- لستر دُر